# Licencia de piloto de transporte de línea aérea (avión)
La licencia de piloto de transporte de línea aérea (PTLA), también conocido como ATPL o ATP (del inglés Airline Transport Pilot License, o Airline Transport Pilot certificate en Estados Unidos) es la licencia de piloto de avión de mayor nivel. Los pilotos con esta licencia están autorizados para ejercer como piloto al mando de una aeronave con un peso de más de 5700 kg (12 000 lb) o más de 9 asientos de pasajeros.

## Requisitos
En Europa, los requisitos establecidos por la EASA son los siguientes:
- Haber aprobado todas las asignaturas teóricas del curso.
- 1500 horas de vuelo en aeronaves, incluyendo al menosː
  - 500 horas en operaciones multi-piloto
  - 200 horas de vuelo cross-country
  - 75 horas de instrumentos
  - 100 horas de vuelo nocturno
- Ser titular de un certificado médico de clase 1 válido.

## Temario
El temario que debe aprender un estudiante de ATPL en Europa es el siguiente:
1. Legislación aérea (Air Law)
2. Conocimiento general de la aeronave (Aircraft General Knowledge)
3. Instrumentación (Instrumentation)
4. Carga y centrado (Mass and Balance)
5. Rendimiento (Performance)
6. Planificación y control del vuelo (Flight Planning and Monitoring)
7. Factores humanos (Human Performance)
8. Meteorología (Meteorology)
9. Navegación general (General Navigation)
10. Radionavegación (Radio Navigation)
11. Procedimientos operacionales (Operational Procedures)
12. Principios de vuelo (Principles of Flight)
13. Comunicaciones VFR + IFR* (Communications)

- Se juntaron en una misma asignatura los dos tipos de comunicaciones

En Europa, la formación ATPL teórico será de al menos 650 horas de estudio bajo los requisitos de EASA.
En las escuelas se obtiene la licencia «congelada» (en inglés Frozen ATPL).

## Examen
En España los exámenes oficiales los realiza la Dirección General de Aviación Civil.

## Formas de obtención de la licencia
La licencia se puede obtener mediante la realización de un curso modular (obtención de las diferentes licencias paso a paso) o mediante un curso integrado, que da la formación de todas las licencias de forma consecutiva. En un curso integrado, si no se termina no se obtiene ninguna licencia.
Los requisitos para obtener la licencia PTLA mediante un curso modular son los siguientes:
1. Curso modular de piloto privado (PPL)
2. Paquete de horas hasta completar 150 horas
3. Curso modular teórico de PTLA
4. Curso habilitación de vuelo instrumental (IR) y habilitación de vuelo en multimotores, únicamente la parte práctica
5. Curso de piloto comercial (CPL), únicamente la parte práctica
6. Paquete de horas hasta completar 200 horas
7. Curso Multi Crew Cooperation (MCC)

## Galones de piloto de transporte
Ente las distintas aerolíneas, legislaciones y prácticas alrededor del mundo no hay uniformidad en el sistema de grados del piloto de transporte. En muchos casos son idénticos a los pilotos comerciales, y en otros pueden ser algo distintos. A continuación ejemplos del significado de los grados tanto en la academia de formación como en la etapa profesional:
|                                                      |              | | |                                                                                              |
| - Comandante instructor - Comandante superior/sénior | - Comandante | - Primer oficial / Primer oficial sénior - Piloto cursando la fase IR (formación avanzada) - Capitán (en algunas aerolíneas, o para ciertos tipos de aeronaves) | - Segundo oficial - Ingeniero de vuelo - Primer oficial júnior (en algunas aerolíneas) - Piloto que ha superado la fase VFR (en formación) | - Piloto en fase de pruebas - Cadete - Piloto cursando la fase VFR que ha superado la suelta |